# Acta Ornithologica
A Acta Ornithologica é um periódico científico semestral revisado por pares que publica artigos da área da ornitologia. Publicado pela Natura optima dux, sob os auspícios do Museu e Intituto de Zoologia da Academia de Ciências da Polônia. Criado em 1933, sob a denominação de Acta Ornithologica Musei Zoologici Polonici. Em 1953, obteve sua denominação atual.